# Speyeria wrighti
Speyeria wrighti är en fjärilsart som beskrevs av Wright 1905. Speyeria wrighti ingår i släktet Speyeria och familjen praktfjärilar. Inga underarter finns listade i Catalogue of Life.